# Saludecio
Saludecio is een gemeente in de Italiaanse provincie Rimini (regio Emilia-Romagna) en telt 2625 inwoners (31-12-2004). De oppervlakte bedraagt 34,0 km², de bevolkingsdichtheid is 70 inwoners per km².

## Demografie
Saludecio telt ongeveer 1025 huishoudens. Het aantal inwoners steeg in de periode 1991-2001 met 2,8% volgens cijfers uit de tienjaarlijkse volkstellingen van ISTAT.
| Jaar | Inwoneraantal |
| ---- | ------------- |
| 1991 | 2324          |
| 2001 | 2389          |

## Geografie
Saludecio grenst aan de volgende gemeenten: Mondaino, Montefiore Conca, Montegridolfo, Morciano di Romagna, San Giovanni in Marignano, Tavoleto (PU), Tavullia (PU).
Bellaria-Igea Marina · Cattolica · Coriano · Gemmano · Misano Adriatico · Mondaino · Monte Colombo · Montefiore Conca · Montegridolfo · Montescudo · Morciano di Romagna · Poggio Berni · Riccione · Rimini · Saludecio · San Clemente · San Giovanni in Marignano · Santarcangelo di Romagna · Torriana · Verucchio
- Gemeinsame Normdatei: 7742367-7
- Virtual International Authority File: 242361750

1. ↑  https://demo.istat.it/?l=it.